# Recent Songs
Recent Songs è il sesto album discografico di Leonard Cohen, pubblicato nel 1979.

## Descrizione
Prodotto da Leonard Cohen insieme a Henry Lewis, si tratta di un ritorno a quello che è stato a lunghi tratti il suo normale suono di musica folk acustica, dopo la sperimentazione guidata da Phil Spector in Death of a Ladies'Man, ma con significative influenze jazz e musiche orientali. Registrato agli A&M Studios di Hollywood nella primavera del 1979. Il dipinto della copertina rappresenta Leonard Cohen in un'opera dell'artista Dianne Lawrence. Si ispira a sua volta ad un ritratto della copertina dell'album scattato dal fotografo Hazel Field per l'uscita di Leonard Cohen del 2001, Field Commander Cohen: Tour of 1979.

## Tracce
Tutte le tracce sono scritte da Leonard Cohen, tranne ove indicato.
Parte 1
1. The Guests - 6:40
2. Humbled in Love - 5:15
3. The Window - 5:56
4. I Came So Far for Beauty (Cohen, John Lissauer) - 4:04
5. The Lost Canadian (Un Canadien errant) (Tradizionale, Antoine Gérin-Lajoie) - 4:42

Parte 2
1. The Traitor - 6:16
2. Our Lady of Solitude - 3:13
3. The Gypsy's Wife - 5:13
4. The Smokey Life - 5:19
5. Ballad of the Absent Mare - 6:26